# Tanghin-Dassouri (departamento)
Tanghin-Dassouri é um departamento ou comuna da província de Kadiogo no Burkina Faso. A sua capital é a cidade de Tanghin-Dassouri.
Em 1 de julho de 2018 tinha uma população estimada em 73693 habitantes.